# Vila Franca (Viana do Castelo)
Vila Franca ist eine Gemeinde (Freguesia) im nordportugiesischen Kreis Viana do Castelo der Unterregion Minho-Lima. In ihr leben 1686 Einwohner (Stand 19. April 2021).

## Geschichte
Hier bestand eine befestigte Siedlung der Castrokultur, als die Römer sich ab dem 2. Jahrhundert v. Chr. hier niederließen. Der Name ist nicht überliefert, jedoch war er als Ceguelos bekannt, als im 12. Jahrhundert n. Chr. hier eine Kirche zu Ehren des Erzengels Michael (port.: São Miguel) errichtet wurde. Im weiteren Verlauf des 12. Jahrhunderts entstand so der fortan als Villa Franca bekannte Ort. In den königlichen Erhebungen von 1220, 1258 und 1290 wurde er als Sitz der Gemeinde São Miguel de Figueiredo geführt. 1528 wurden die Namen Vila Franca und São Miguel de Figueiredo bereits synonym verwendet, bevor die Gemeinde später nur noch als Vila Franca bezeichnet wurde.

## Söhne und Töchter der Gemeinde
- José Inácio Faria (* 1962), Jurist und Politiker, seit 2014 Europaabgeordneter